# + (album)
+ är debutalbumet av den brittiska singer-songwritern Ed Sheeran. Albumet släpptes den 9 september 2011 och föregicks av singlarna The A Team och You Need Me, I Don't Need You. Även Lego House, Drunk, Small Bump och Give Me Love marknadsfördes som singlar efter albumets släpp.
Albumet nådde Billboard 200-listan och kom som högst på plats 5.

## Låtlista[6]
| Nr           | Titel                         | Låtskrivare                             | Längd |
| ------------ | ----------------------------- | --------------------------------------- | ----- |
| 1.           | The A Team                    | Ed Sheeran                              | 4:19  |
| 2.           | Drunk                         | Sheeran, Jake Gosling                   | 3:20  |
| 3.           | U.N.I.                        | Sheeran, Gosling                        | 3:49  |
| 4.           | Grade 8                       | Sheeran, Robert Conlon, Sukhdeep Uppall | 3:00  |
| 5.           | Wake Me Up                    | Sheeran, Gosling                        | 3:50  |
| 6.           | Small Bump                    | Sheeran                                 | 4:19  |
| 7.           | This                          | Sheeran, Gordon Mills                   | 3:16  |
| 8.           | The City                      | Sheeran, Gosling                        | 3:54  |
| 9.           | Lego House                    | Sheeran, Gosling, Chris Leonard         | 3:05  |
| 10.          | You Need Me, I Don't Need You | Sheeran, Gosling, Leonard               | 3:40  |
| 11.          | Kiss Me                       | Sheeran, Justin Franks, Julie Frost     | 4:41  |
| 12.          | Give Me Love                  | Sheeran, Gosling, Leonard               | 8:46  |
| 13.          | The Parting Glass (dolt spår) |                                         | 3:00  |
| Total längd: | Total längd:                  | Total längd:                            | 47:59 |

| 13. | Autumn Leaves | Sheeran, Gosling   | 3:21 |
| 14. | Little Bird   | Sheeran            | 3:45 |
| 15. | Gold Rush     | Sheeran, Amy Wadge | 4:03 |
| 16. | Sunburn       | Sheeran            | 4:36 |

| 17. | The A Team (akustisk version) | Sheeran | 4:08 |